# Fines herbes
Fines herbes (franska: fina örter) är en blandning av finhackade örter, vanligtvis persilja, gräslök, dragon och körvel. Även andra örter kan dock förekomma.